# 木村敏文
木村 敏文（きむら としぶみ、1956年（昭和31年）1月1日 - ）は、日本の政治家。茨城県坂東市長（3期）。坂東市議会議員や猿島町議会議員などを歴任した。

## 来歴
茨城県猿島郡猿島町（現・坂東市沓掛）生まれ。明治学院大学法学部卒業後、猿島町役場の職員となり、その後、友人と建築会社を設立。
2001年（平成13年）4月、猿島町議会議員に初当選。2005年（平成17年）3月22日、猿島町は岩井市と新設合併し坂東市が誕生する。
坂東市議会議員3期目の2017年（平成29年）1月14日に次期坂東市長選挙への出馬を表明。同年3月、市議を辞職。4月2日に行われた市長選挙で現職の吉原英一との一騎打ちを制し初当選した。投票率は68.85％。4月17日、市長就任。
2021年（令和3年）3月28日投開票の同市長選で再選。
2025年（令和7年）3月23日投開票の市長選挙では無投票で3選。